# Черница (село)
 Тази статия е за селото в България.  За растението вижте Черница.  
Черница е село в Югоизточна България. То се намира в община Сунгурларе, област Бургас.

## География
Селото се намира на 4 km от общинския център Сунгурларе и на 77 km от областния център Бургас. Разположено е в полите на Стара планина, в Сунгурларската долина, между село Лозарево и гр. Сунгурларе. Основния поминък на местното население е земеделието, в частност лозарството. Голяма част от обработваемите земи са засети с лозови насаждения, които са пригодени за механизирана обработка. Основните сортове грозде, които се отглеждат със стопанско значение са Мускат Отонел, Сунгурларски мискет и Ркацители. В близкото минало в селото е имало цех за производство на метли и винарска изба, но благодарение на Шато „Славянци“ от избата няма помен.

## История
В османските регистри от XVII в. селото се споменава като Йени кьой, в превод от турски – Ново село.
Във военни документи на руската армия от 1830 г. е споменато под името Валиде Еникьой със 77 къщи – 50 християнски (български и гръцки) и 27 турски. Според легенда, турски валия пътувал от Одрин за Шумен и бременната му съпруга родила в селото, поради което то е наречено Валиде Йеникьой, в превод: Новото село на валийката.
В регистри от първата половина на 1860-те години селото е записано като Валдееникьой и е отбелязано, че с изцяло мюсюлманско население.
След Освобождението през 1878 г. мюсюлманите масово се изселват, а християнски семейства от околни села и бежанци от Западна Тракия се заселват в селото.
През 1934 г. с Министерска заповед (МЗ) № 2820/14.VIII.34 селището е преименувано на Черница. По това време в района бубарството е било доста развито, а в землището на селото е имало големи масиви с черничеви дървета.

## Население

### Етнически състав
Преброяване на населението през 2011 г.
Численост и дял на етническите групи според преброяването на населението през 2011 г.:
|                     | Численост |
| Общо                | 343       |
| Българи             | 164       |
| Турци               | 9         |
| Цигани              | 11        |
| Други               | 9         |
| Не се самоопределят | -         |
| Неотговорили        | 150       |

## Културни и природни забележителности
В близост на селото има микроязовир, два минерални извора борова и дъбова гора, започващи от самия край на селото.
В края на микроязовира в гористата част се намират две природни забележителности – Мечата дупка и Каменната къща. Последната представлява свод в скала с една стена. Според легендата, тук е отсядал легендарният борец за правдини Крали Марко. На стената под свода има вдлъбнатина, която според преданията се е образувала след като той опрял крака си в нея.
В микроязовира се отглежда следните видове риби: шаран, речен кефал и таранка. В сезона на гъбите има разнообразие от печурка, пачи крак, сърнела, масловка и др.